# Tournoi de clôture du championnat du Salvador de football 2009
Navigation
Saison précédente Saison suivante
Le Tournoi Clausura 2009 est le vingt-deuxième tournoi saisonnier disputé au Salvador.
C'est cependant la 69e fois que le titre de champion du Salvador est remis en jeu.
Lors de ce tournoi, le l'AD Isidro-Metapan a conservé son titre de champion du Salvador face aux neuf meilleurs clubs salvadoriens.
Chacun des dix clubs participant était confronté deux fois aux neuf autres équipes. Puis les quatre meilleurs se sont affrontés lors d'une phase finale à la fin du tournoi.
Seulement une place était qualificative pour la Ligue des champions de la CONCACAF.

## Les 10 clubs participants
| \| CD Águila Alianza FC CD Atlético Balboa CD Chalatenango Club Deportivo FAS AD Isidro-Metapan Juv. Independiente CD Luis Ángel Firpo Nejapa FC CD Vista Hermosa \| Localisation des clubs. |
| CD Águila Alianza FC CD Atlético Balboa CD Chalatenango Club Deportivo FAS AD Isidro-Metapan Juv. Independiente CD Luis Ángel Firpo Nejapa FC CD Vista Hermosa                               |

| Club                   | Stade                          | Capacité | Ville                |
| CD Águila              | Stade Juan Francisco Barraza   | 10 000   | San Miguel           |
| Alianza FC             | Stade Cuscatlán                | 45 925   | San Salvador         |
| CD Atlético Balboa     | Stade Marcelino Imbers         | 4 000    | La Unión             |
| CD Chalatenango        | Stade José Gregorio Martínez   | 15 000   | Chalatenango         |
| Club Deportivo FAS     | Stade Oscar Quiteño            | 15 000   | Santa Ana            |
| AD Isidro-Metapan      | Stade Jorge Calero Suárez      | 8 000    | Metapán              |
| Juventud Independiente | Complexe Municipal (en)        | 5 000    | Opico                |
| CD Luis Ángel Firpo    | Stade Sergio Torres            | 5 000    | Usulután             |
| Nejapa FC              | Complexe Victoria Gasteiz (en) | 2 000    | Nejapa               |
| CD Vista Hermosa       | Stade Correcaminos             | 12 000   | San Francisco Gotera |

## Compétition
Le tournoi Clausura se déroule de la même façon que le tournoi saisonnier précédent, en deux phases :
- La phase de qualification : les dix-huit journées de championnat.
- La phase finale : les matchs aller-retour allant des demi-finales à la finale.

### Phase de qualification
Lors de la phase de qualification les dix équipes affrontent à deux reprises les neuf autres équipes selon un calendrier tiré aléatoirement.
Les quatre meilleures équipes sont qualifiées pour les demi-finales.
Le classement est établi sur le barème de points classique (victoire à 3 points, match nul à 1, défaite à 0).
Le départage final se fait selon les critères suivants :
- Le nombre de points.
- La différence de buts générale.
- Le nombre de buts marqué.

#### Classement
| Rang | Équipe                     | Pts | J  | G  | N | P  | Bp | Bc | Diff |
| ---- | -------------------------- | --- | -- | -- | - | -- | -- | -- | ---- |
| 1    | AD Isidro-Metapan (T)      | 35  | 18 | 10 | 5 | 3  | 27 | 14 | +13  |
| 2    | CD Luis Ángel Firpo        | 29  | 18 | 8  | 5 | 5  | 25 | 15 | +10  |
| 3    | Club Deportivo FAS         | 29  | 18 | 8  | 5 | 5  | 24 | 17 | +7   |
| 4    | Nejapa FC                  | 29  | 18 | 7  | 8 | 3  | 21 | 17 | +4   |
| 5    | CD Águila                  | 27  | 18 | 8  | 3 | 7  | 25 | 25 | 0    |
| 6    | CD Chalatenango            | 25  | 18 | 6  | 7 | 5  | 21 | 22 | -1   |
| 7    | CD Vista Hermosa           | 21  | 18 | 6  | 3 | 9  | 23 | 28 | -5   |
| 8    | Alianza FC                 | 19  | 18 | 4  | 7 | 7  | 14 | 17 | -3   |
| 9    | CD Atlético Balboa (P)     | 17  | 18 | 3  | 8 | 7  | 18 | 23 | -5   |
| 10   | Juventud Independiente (P) | 12  | 18 | 3  | 3 | 12 | 11 | 31 | -20  |

| Légende : Qualifications et relégations | Légende : Qualifications et relégations                  |
| --------------------------------------- | -------------------------------------------------------- |
|                                         | Qualifié pour les demi-finales                           |
|                                         | (T) : Tenant du titre (P) : Promu de la saison 2007-2008 |

#### Matchs
| Résultats (▼dom., ►ext.)                                   | Agu | Ali | Bal | Cha | FAS | Lui | Isi | Juv | Nej | Vis |
| CD Águila                                                  |     | 1-0 | 0-0 | 2-1 | 3-2 | 2-0 | 2-4 | 1-0 | 0-1 | 3-1 |
| Alianza FC                                                 | 1-2 |     | 2-2 | 1-1 | 1-1 | 1-0 | 1-1 | 2-0 | 1-1 | 1-2 |
| CD Atlético Balboa                                         | 5-1 | 0-0 |     | 0-1 | 1-0 | 1-1 | 1-1 | 2-0 | 1-2 | 1-3 |
| CD Chalatenango                                            | 2-2 | 1-0 | 2-0 |     | 3-2 | 1-1 | 1-1 | 0-0 | 2-3 | 2-1 |
| Club Deportivo FAS                                         | 1-1 | 2-1 | 1-1 | 3-0 |     | 0-0 | 1-3 | 3-0 | 1-0 | 2-1 |
| CD Luis Ángel Firpo                                        | 2-1 | 2-0 | 0-0 | 2-0 | 0-1 |     | 1-0 | 7-0 | 0-1 | 2-1 |
| AD Isidro-Metapan                                          | 1-0 | 0-1 | 2-0 | 1-0 | 0-0 | 0-1 |     | 3-2 | 2-2 | 3-0 |
| Juventud Independiente                                     | 0-3 | 0-1 | 4-2 | 0-1 | 1-0 | 1-1 | 0-2 |     | 1-2 | 2-0 |
| Nejapa FC                                                  | 1-0 | 0-0 | 0-0 | 2-2 | 1-2 | 2-1 | 1-2 | 0-0 |     | 1-1 |
| CD Vista Hermosa                                           | 3-1 | 1-0 | 3-1 | 1-1 | 0-2 | 3-4 | 0-1 | 1-0 | 1-1 |     |
| - Victoire à domicile - Match nul - Victoire à l'extérieur |     |     |     |     |     |     |     |     |     |     |

### Classement cumulatif
| Rang | Équipe                     | Pts | J  | G  | N  | P  | Bp | Bc | Diff |
| ---- | -------------------------- | --- | -- | -- | -- | -- | -- | -- | ---- |
| 1    | AD Isidro-Metapan (C)      | 66  | 36 | 18 | 12 | 6  | 59 | 35 | +24  |
| 2    | CD Águila                  | 61  | 36 | 18 | 7  | 11 | 64 | 44 | +20  |
| 3    | Club Deportivo FAS         | 59  | 36 | 16 | 11 | 9  | 51 | 39 | +12  |
| 4    | CD Chalatenango            | 53  | 36 | 13 | 14 | 9  | 46 | 46 | 0    |
| 5    | CD Luis Ángel Firpo        | 51  | 36 | 13 | 12 | 11 | 45 | 33 | +12  |
| 6    | CD Vista Hermosa           | 48  | 36 | 13 | 9  | 14 | 43 | 44 | -1   |
| 7    | Nejapa FC                  | 40  | 36 | 9  | 13 | 14 | 37 | 51 | -14  |
| 8    | CD Atlético Balboa (P)     | 37  | 36 | 7  | 16 | 13 | 41 | 52 | -11  |
| 9    | Alianza FC                 | 36  | 36 | 8  | 12 | 16 | 33 | 42 | -9   |
| 10   | Juventud Independiente (P) | 31  | 36 | 7  | 10 | 19 | 32 | 66 | -34  |

| Légende : Qualifications et relégations | Légende : Qualifications et relégations                                         |
| --------------------------------------- | ------------------------------------------------------------------------------- |
|                                         | Ligue des champions de la CONCACAF 2009-2010 (Phase de groupes)                 |
|                                         | Ligue des champions de la CONCACAF 2009-2010 (Tour préliminaire)                |
|                                         | Relégué en Segunda División                                                     |
|                                         | (C) : Vainqueur des deux tournois de l'année (P) : Promu de la saison 2007-2008 |

### La phase finale
Les quatre équipes qualifiées sont réparties dans le tableau final d'après leur classement général.
En cas d'égalité sur la somme des deux matchs, c'est l'équipe ayant marqué le plus de buts à extérieur qui l'emporte puis une prolongation et une séance de tirs au but ont éventuellement lieu.

#### Tableau
|  | 1/2 finale          | 1/2 finale          | 1/2 finale          | 1/2 finale | 1/2 finale | 1/2 finale        |                   |     | Finale | Finale | Finale | Finale | Finale |  |
|  |                     |                     |                     |            |            |                   |                   |     |        |        |        |        |        |  |
|  |                     |                     |                     |            |            |                   |                   |     |        |        |        |        |        |  |
|  |                     |                     |                     |            |            |                   |                   |     |        |        |        |        |        |  |
|  | AD Isidro-Metapan   | AD Isidro-Metapan   | (1)                 | 5          | 1          |                   |                   |     |        |        |        |        |        |  |
|  | AD Isidro-Metapan   | AD Isidro-Metapan   | (1)                 | 5          | 1          |                   |                   |     |        |        |        |        |        |  |
|  | Nejapa FC           | Nejapa FC           | (4)                 | 0          | 0          |                   |                   |     |        |        |        |        |        |  |
|  | Nejapa FC           | Nejapa FC           | (4)                 | 0          | 0          | AD Isidro-Metapan | AD Isidro-Metapan | (1) | 1      |        |        |        |        |  |
|  |                     |                     |                     |            |            |                   | AD Isidro-Metapan | (1) | 1      |        |        |        |        |  |
|  |                     | CD Luis Ángel Firpo | CD Luis Ángel Firpo | (2)        | 0          |                   |                   |     |        |        |        |        |        |  |
|  | CD Luis Ángel Firpo | CD Luis Ángel Firpo | CD Luis Ángel Firpo | (2)        | 0          | (2)               | 0                 | 2   |        |        |        |        |        |  |
|  | CD Luis Ángel Firpo | CD Luis Ángel Firpo |                     |            |            | (2)               | 0                 | 2   |        |        |        |        |        |  |
|  | Club Deportivo FAS  | Club Deportivo FAS  | (3)                 | 0          | 2          |                   |                   |     |        |        |        |        |        |  |
|  | Club Deportivo FAS  | Club Deportivo FAS  | (3)                 | 0          | 2          |                   |                   |     |        |        |        |        |        |  |

#### Demi-finales
| Club                | Aller | Retour | Club               | Commentaire |
| AD Isidro-Metapan   | 5-0   | 1-0    | Nejapa FC          |             |
| CD Luis Ángel Firpo | 0-0   | 2-2    | Club Deportivo FAS |             |

#### Finale
| 24 mai 2009 | AD Isidro-Metapan        | 1:0   | CD Luis Ángel Firpo | Stade Cuscatlán |  |
|             | José Alexander Amaya 58e | (0:0) |                     |                 |  |

## Bilan du tournoi
| Tableau d'Honneur     |                   |
| Compétition           | Vainqueur         |
| Tournoi Clausura 2009 | AD Isidro-Metapan |

| Qualifications continentales 2009-2010 |                     |
| Ligue des champions                    | Qualifiés           |
| Phase de groupes                       | AD Isidro-Metapan   |
| Tour Préliminaire                      | CD Luis Ángel Firpo |

| Promotions et relégations   |                        |
| Relégué en Segunda División | Juventud Independiente |
| Promu de Segunda División   | CD Atlético Marte      |

## Statistiques

### Buteurs
| Rang | Nom                     | Équipe              | Buts |
| 1    | Nicolás Muñoz           | CD Vista Hermosa    | 10   |
| 2    | Anel Canales            | AD Isidro-Metapan   | 9    |
| 2    | Williams Reyes          | AD Isidro-Metapan   | 9    |
| 3    | Patricio Barroche       | CD Luis Ángel Firpo | 6    |
| 3    | Alcides Eduardo Bandera | CD Atlético Balboa  | 6    |
| 3    | Carlos Ayala            | CD Chalatenango     | 6    |